# Paul Ritter (pittore)
Paul Ritter (Norimberga, 4 marzo 1829 – Norimberga, 27 novembre 1907) è stato un pittore tedesco allievo di Carl Alexander Heideloff.

## Biografia
Paul Ritter divenne sordo all'età di quattro anni a causa di una malattia. Frequentò la scuola dei sordi sotto la direzione di Michael Völkel a Norimberga. Studiò pittura e grafica alla Scuola di arti applicate di Norimberga e viaggiò in Francia, Italia, Danimarca e Austria assieme al fratello Lorenz.
Divenne particolarmente noto per le sue immagini architettoniche, di grande formato, della vecchia Norimberga con figure storiche sullo sfondo dell'architettura storicamente fedele della città vecchia. Le sue foto più note nella collezione di Norimberga includono Die alte Schau zu Nürnberg (Festeggiamenti dell'arrivo a Norimberga di Gustavo Adolfo) con il ricevimento di Gustavo Adolfo nel 1632, Der Schöne Brunnen (La bella fontana) nel 1632, Die Einbringung der Reichskleinodien in Nürnberg nel 1424 (L'arrivo dei gioielli imperiali a Norimberga nel 1424) e Der Weiße Turm mit Umgebung (La Torre Bianca e dintorni).
Nel corso della sua vita lavorò a stretto contatto con suo fratello Lorenz (1832-1921). Nel 1888 Paul Ritter fu nominato professore reale dal principe reggente Leopoldo di Baviera. Con l'aiuto di suo fratello, insegnò alla Scuola di arti applicate di Norimberga.
Paul Ritter è considerato il più importante pittore di architettura dello storicismo tedesco. Nell'autunno 2007, nel centenario della sua morte, è stato onorato, dalla Collezione di dipinti e sculture dei musei della città di Norimberga, con una grande mostra antologica.
Paul Ritter rimase celibe e non ebbe figli. Tuttavia, ebbe una stretto rapporto con suo fratello Lorenz e i suoi nipoti. Nel 1870 Paul Ritter fondò un'associazione dei sordi a Norimberga. L'associazione esistette fino a quando non fu sciolta nel 1879 (estratto dal giornale Taubstummenfreund, 1883). Nel 1907 fu riconosciuto come membro onorario della società dei sordi, Hufeisen, per l'artigianato e l'arte a Monaco di Baviera.
Il 29 novembre del 1907 fu sepolto nel Johannisfriedhof di Norimberga, dove ancora oggi si trova la sua tomba (St. Johannis IE/145). A Norimberga-Eberhardshof, la scuola Paul Ritter del Centro per i sordi della regione della media Franconia chiamata così in suo nome.